# マルトラーナ教会
座標: 北緯38度06分53.40秒 東経13度21分46.59秒 / 北緯38.1148333度 東経13.3629417度

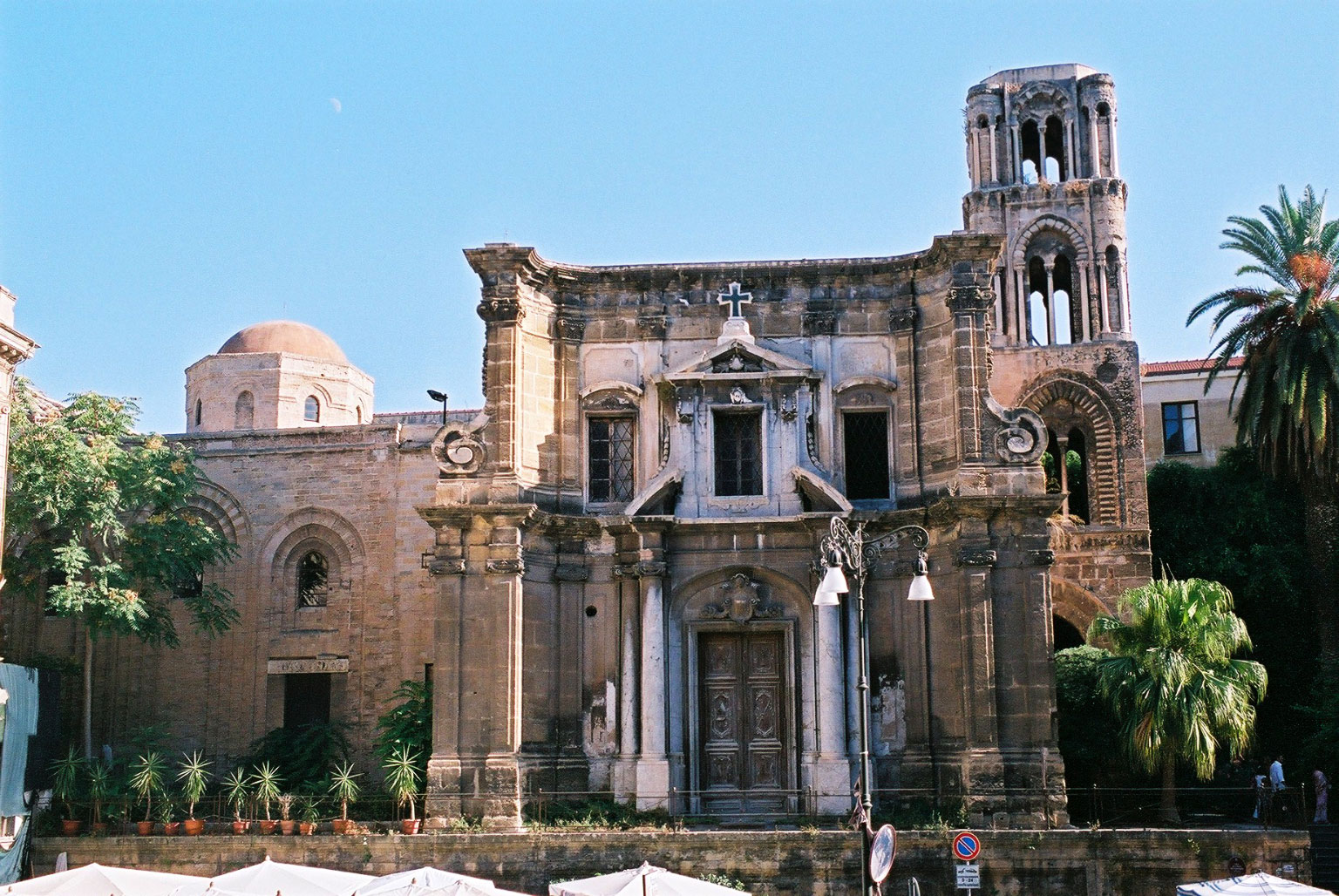
マルトラーナ教会

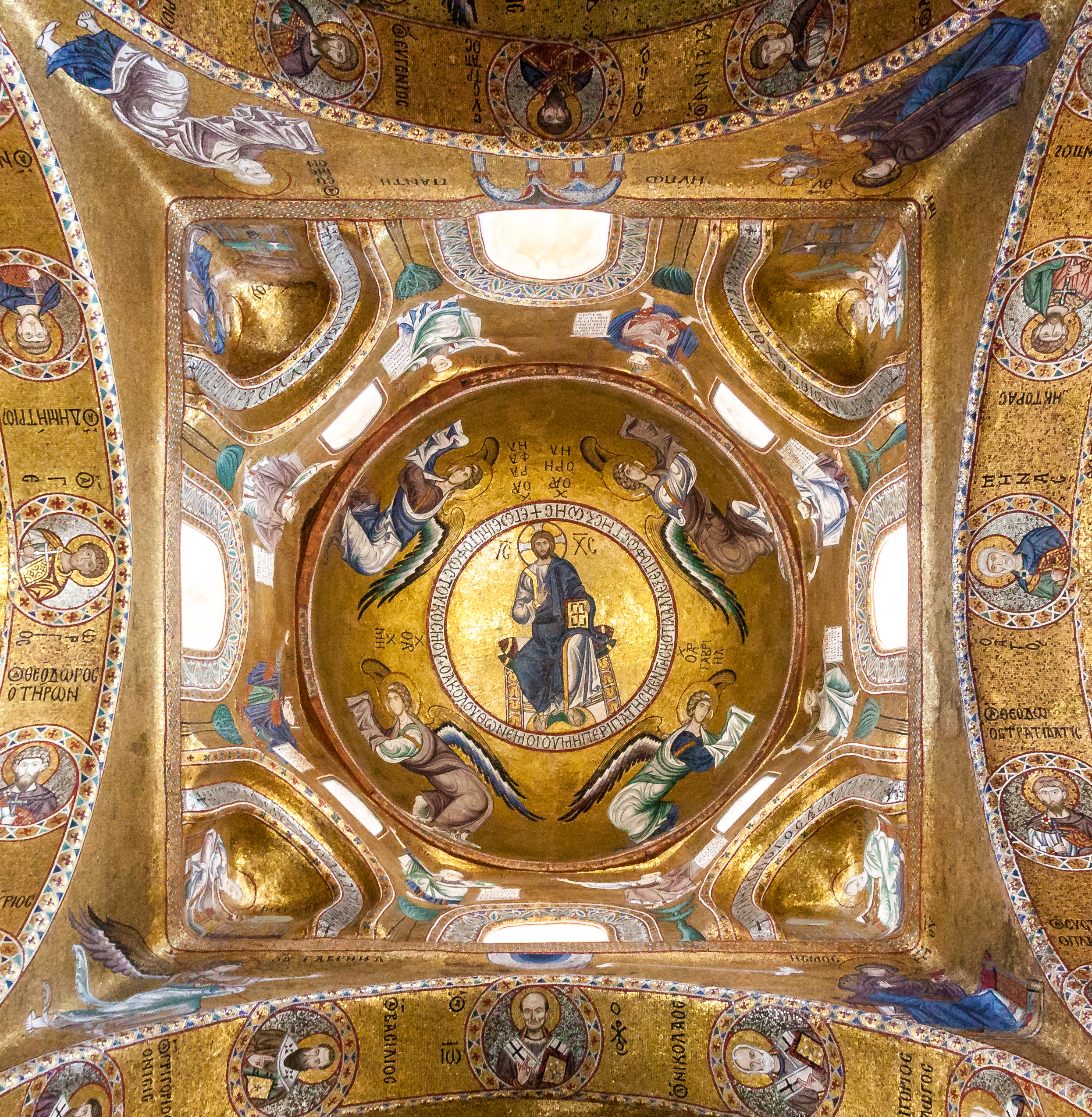
キューポラに描かれたキリストのモザイク画

マルトラーナ教会 (Chiesa della Martorana) は、イタリア、シチリア州パレルモにあるカトリックの教会。海軍提督の聖母マリア教会 (Santa Maria dell'Ammiraglio) とも呼ばれる。ピアーナ・デッリ・アルバネージにあるビザンティン典礼の司教区、東方典礼カトリック教会の1つであるイタリア・ビザンティン・カトリック教会 (en) の一部でもある。
サン・カタルド教会 (San Cataldo) に隣接し、パレルモ中心部のベッリーニ広場 (Piazza Bellini) を見下ろす場所に建っている。

## 概要
提督 (ammiraglio) とは、教会の創設者であるギリシャ人提督、アンティオキアのゲオルギオス（en、ルッジェーロ2世の主席大臣）に由来する。ギリシャ語とアラビア語で書かれた、教会の創設時の憲章は事実上東方正教会であり、1143年から保存されている。建設はこの時点で既に始まっていたものとされる。教会は、1151年にゲオルギオスが死んだ時点で完成していた。彼と彼の妻は教会内に埋葬された。1184年、アラビアの旅行家イブン・ジュバイルは教会を訪れ、後に記したパレルモについての記述の大部分を教会への賞賛に費やした。1282年のシチリアの晩鐘後、シチリア貴族たちはマルトラーナ教会に集合し、シチリア王位をアラゴン王ペドロ3世に依頼する結果となった。
1193年から1194年、教会に隣接する地所にベネディクト会派の女子修道院がつくられた。アルフォンソ5世治世の1433年から1434年、この修道院はマルトラーナ教会に吸収された。それ以来、一般的にはマルトラーナ教会の名で知られている。16世紀から18世紀、修道女たちは教会の広範囲の修正を行い、構造と内部装飾を大きく変えた。
マルトラーナの修道女たちは、様々な果物をかたどったマジパン菓子の製造で知られていた。修道院はもはや存在しないが、フルッタ・ディ・マルトラーナは今もパレルモで最も有名な菓子のひとつである。
1935年、ベニート・ムッソリーニは教会をパレルモのギリシャ正教会コミュニティーへ返した。現在、建物はイタリア・ビザンティン・カトリック教会の日課で使われ、ピアーナ・デッリ・アルバネージにあるサン・デメトリオ教会とともに大聖堂の地位を共有している。

## 建築
最初の教会はギリシャ十字型の、コンパクトな田の字型 (en) で建てられていた。この様式はイタリア南部やシチリアでは一般的な、ビザンツ中期の建築様式であった。